# Lista över namn på jorden
Detta är en lista på namn på jorden som är alternativa eller fiktiva benämningar på planeten i religion, vetenskap, litteratur, film och TV-serier, med mera.
På svenska är jorden inte ett egennamn, och ska inte skrivas med stor bokstav.
| Namn       | Används/användes i följande sammanhang | Ungefärlig tidpunkt för namnets tillkomst |
| ---------- | --- | ----------------------------------------- |
| Gaia       | Moder Jord, "mark", "land", "jorden" i grekisk mytologi | Före 500 f.Kr.                            |
| Ge         | Gaia på den attiska dialekten som talades i Aten. Återfinns i orden geometri och geografi. | Före 500 f.Kr.                            |
| Midgård    | Människornas boning i fornnordisk mytologi | Före 700-talet                            |
| Tau'ri     | Filmen "Stargate" och TV-serien Stargate SG-1 | 1994                                      |
| Thulcandra | Boken Utflykt från tyst planet av C S Lewis | 1938                                      |
| Tellus     | Latinskt vetenskapligt namn på jorden, solsystemets tredje planet | Början av 1900-talet                      |
| Ter        | Esata - International personal language | 1980-talet                                |
| Terra      | Jorden på latin. Även spegeluniversat i Star Trek samt i vissa sammanhang i Star Trek: Enterprise. Nämns också som de gamlas "the Ancients" namn på jorden i Stargate. Namn på jorden i figurspelet Warhammer 40K. | 500 f.Kr.                                 |